# توباماروس
توباماروس (Tupamaro)، المعروفة أيضًا باسم MLN-T (Movimiento de Liberación Nacional أي حركة التحرير الوطنية)، كانت جماعة حرب عصابات يسارية في المناطق الحضرية في الأوروغواي في الستينيات والسبعينيات من القرن الماضي. وترتبط MLN-T ارتباطًا وثيقًا بأهم زعيم لها، راؤول سينديك، صاحب الدور البارز في الحياة السياسية في الأوروغواي. كان خوزيه موخيكا، الذي أصبح فيما بعد رئيساً لأوروغواي، عضوًا فيها أيضاً. توفي 300 عنصراً من أعضائها إما أثناء القتال أو في السجون (معظمهم في عام 1972) وفقاً لمسؤولي المجموعة. كما سُجن حوالي 3000 عنصراً منهم خلال فترة نشاطهم.

## أصول توباماروس
بالنسبة لمعظم القرن العشرين، كانت الأوروغواي واحدة من أكثر الدول ازدهاراً في أمريكا اللاتينية. تحسن مستوى المعيشة في الأوروغواي أثناء فترة الرئيس جوزيه باتل ي أوردونيز ليقترب تقريباً من مستوى الدول الأوروبية الصناعية من خلال إنشاء نظام رعاية اجتماعية معقد بعد الحرب الأهلية التي سبقت رئاسته. خلال الحربين العالميتين، كانت أوروغواي تُعتبر «سويسرا الأمريكتين» حيث جنت غالبية أرباحها من خلال تصدير السلع الزراعية. بعد الحرب العالمية الثانية، انخفضت أسعار المواد الغذائية في أوروبا وآسيا، مما تسبب في انخفاض الصادرات من أوروغواي مما أدى إلى انخفاض أجور العمال النقابيين، وانخفاض الخدمات الاجتماعية، وزيادة التوتر الوطني. تشكلت توباماروس في هذا الوقت من عدم الاستقرار، كمجموعة شبابية من الطلاب والمهنيين. واجتذبت أعضاء نقابات العمال والطلاب والأشخاص ذوي الوضع الاجتماعي والاقتصادي السيئ من المناطق الريفية.

## النشاط
سميت حركة توباماروس على اسم القائد الثوري البيروفي توباك أمارو الثاني، الذي قاد في عام 1780 تمردًا رئيسيًا للسكان الأصليين ضد نائب الملك في بيرو. تكمن أصولها في الاتحاد بين حركة دعم الفلاحين Movimiento de Apoyo al Campesino ، وأعضاء النقابات العمالية التي أسسها سينديك في المناطق الريفية المنكوبة بالفقر، والخلايا المتطرفة للحزب الاشتراكي في أوروغواي.
بدأت الحركة بسرقة البنوك ونوادي الأسلحة وغيرها من الشركات في أوائل الستينيات، ثم تقوم بتوزيع الطعام والأموال المسروقة على الفقراء في مونتيفيديو. وشعارها «الكلمات تفرقنا والعمل يوحدنا».
في وقت لاحق مع نمو الحركة، ساعدوا في تطوير التحالف السياسي «جبهة أمبليو»، ليكون بمثابة نظير لمنظمتهم السرية. وجمعت الجبهة بين وجهات النظر اليسارية واليسارية الوسطى. 
في البداية، امتنعت عن الأعمال المسلحة والعنف، ولم تتصرف كمجموعة حرب عصابات ولكن كحركة سياسية. في يونيو 1968، حاول الرئيس خورخي باتشيكو قمع الاضطرابات العمالية، وفرض حالة الطوارئ وألغى جميع الضمانات الدستورية. قامت الحكومة بسجن المعارضين السياسيين، واستخدام التعذيب أثناء الاستجواب، وقمع المظاهرات بوحشية.  في عام 1969 احتلوا مدينة باندو. ثم انخرطت حركة توبامارو في عمليات خطف سياسية و «دعاية مسلحة» واغتيالات. وتجدر الإشارة بشكل خاص إلى اختطاف مدير البنك القوي «يوليسيس بيريرا ريفربيل» والسفير البريطاني في أوروغواي «جيفري جاكسون»، بالإضافة إلى اغتيال دان ميتريوني، عميل مكتب التحقيقات الفيدرالي الأمريكي الذي كان يعمل أيضًا لصالح وكالة المخابرات المركزية (عبر مكتب السلامة العامة التابع لوكالة التنمية الدولية)، الذي كان تاباماروس علمت كان تقديم المشورة لشرطة أوروغواي في التعذيب وغيره من الأعمال الأمنية. 
بلغت التوباماروس ذروتها كمجموعة حرب العصابات في أعوام 1970 و 1971. خلال هذه الفترة، استخدموا ليبرالياً سجن Cárcel del Pueblo (أو سجن الشعب) حيث احتجزوا أولئك الذين اختطفوهم واستجوبوهم، قبل الإعلان عن نتائج هذه المقابلات. أُطْلِقَ لاحقاً سراح عدد من هؤلاء الرهائن مقابل مبالغ كبيرة من المال، بما في ذلك القنصل البرازيلي في مونتيفيديو. في سبتمبر 1971 هرب أكثر من 100 من أعضاء التوباماروس المسجونين من سجن بونتا كاريتاس عن طريق حفر حفرة عبر زنازينهم ثم نفق يؤدي من أرضية زنزانة واحدة في الطابق الأرضي إلى غرفة المعيشة في منزل قريب. نتيجة لذلك، استدعت الحكومة الجيش للتحضير لحملة مكافحة التمرد لقمع MLN.
ومع ذلك، في عام 1972، أصيبت المجموعة بالشلل بسرعة بسبب سلسلة من الأحداث. بدأت أولاً في الانخراط في العنف السياسي منذ عام 1970، وهو خيار أضعف التأييد الشعبي لها. وثانياً، ردت الجماعة على اغتيال أو اختفاء أربعة من أفرادها من جانب فرق المظلات غير القانونية بموجة من الاغتيالات البارزة التي ركزت المعارضة السياسية ضدهم. في وقت لاحق، هاجمت جبهة التحرير الوطني الجيش مباشرة وقتلت عددًا من الجنود. كان رد الجيش سريعاً. وشمل الاستخدام المفرط للتعذيب وتقليب كبار الشخصيات من توباماروس، بمن فيهم هيكتور أموديو بيريز، من أجل التعاون معهم.
انهارت حركة توباماروس في منتصف عام 1972، وقتل الجيش العديد منهم وأسر غالبية الباقين. بعد وقت قصير من هزيمة جبهة التحرير الوطني، سيطر الجيش على السلطة من خلال انهاء استقلال القضاء في أكتوبر 1972، واستقلال السلطة التنفيذية المدنية في فبراير 1973، وأخيراً استقلال البرلمان في يونيو 1973. وفي هذه المناسبة الأخيرة، أكملت انقلابها بنشر عربات مصفحة في العاصمة وإغلاق الفرع التشريعي بناء على طلب رئيس أوروغواي. تم إعتفال تسعة قادة من الحركة ووضعتهم في ظروف مزرية، بما في ذلك سينديك وفيرنانديز هويدوبرو وخوزيه موخيكا وهنري إنغلر وموريسيو روزنكوف. وظلوا فيها حتى استعادة الديمقراطية الليبرالية في أوروغواي في عام 1985. خلال السنوات الفاصلة، قتل النظام العسكري و «أخفى» أعدادًا إضافية من الناس، مع التركيز بشكل خاص على الحزب الشيوعي في أوروغواي.
انتهت الديكتاتورية في أوروغواي في عام 1984 عندما أجريت انتخابات ديمقراطية. في عهد الرئيس خوليو ماريا سانغوينيتي، مُنح العفو لعناصر توباماروس. وتم إطلاق سراحهم من السجون بعد أكثر من عقد وانضموا معاً في تمثيل حزب ائتلاف جبهة أمبليو. في عام 2004، أصبح تاباري فازكيز أول رئيسًا من جبهة أمبليو. عادت الخبيرة الخزفية والعضوة السابقة، إيفا دياز توريس، إلى أوروغواي خلال هذه الفترة.

## قائمة الهجمات
- 8 أكتوبر 1969 - السيطرة على مدينة باندو.
- 31 يوليو 1970 - اختطاف مسؤول الحكومة الأمريكية، دان ميتريوني، الذي درب شرطة أوروغواي على استخدام التعذيب. ثم أُعدم في 10 أغسطس / آب.
- 31 يوليو 1970 - اختطاف القنصل البرازيلي ألويسيو دياس جوميد، أطلق سراحه في 21 فبراير 1971 مقابل فدية (250000 دولار).
- 7 أغسطس 1970 - اختطاف المهندس الزراعي الأمريكي الدكتور كلود فلاي، وأفرج عنه في 2 مارس 1971 بعد أزمة صحية في أعقاب نوبة قلبية داخل سجن الشعب.[12]
- 29 سبتمبر 1970 - قصف نادي كاراسكو للبولينج، مما أدى إلى إصابة الحارس المسن هيلاريا إيبارا [13] (أنقذها جوستافو زيربينو من تحت الأنقاض والذي كان لاحقًا أحد الناجين من كارثة الأنديز).
- 8 يناير 1971 - اختطاف السفير البريطاني جيفري جاكسون.
- 21 كانون الأول / ديسمبر 1971 - قتل العامل الريفي باكاسيو بايز بحقنة خماسية الصوديوم.
- 18 مايو / أيار 1972 - مقتل أربعة من جنود جيش الأوروغواي بنيران مدفع رشاش أثناء مراقبة منزل القائد العام للجيش، الجنرال فلورنسيو جرافينا.[14]

## أعضاء بارزين
- «الرهائن التسعة» في الأوروغواي بين عامي 1972 و 1985:
  - راؤول سندك - مؤسس وقائد المجموعة. مشهور بطبيعته الخجولة.
  - إليوتريو فرنانديز هويدوبرو - أصبح سياسيًا بارزًا بداية من منتصف التسعينيات. وزارة الدفاع الوطني عام 2011 حتى وفاته. في 5 أغسطس 2016، توفي في منصبه عن عمر يناهز 74 عامًا.
  - خوسيه موخيكا - تم تنصيبه كرئيس لأوروغواي في مارس 2010.
  - موريسيو روزنكوف - أصبح كاتبًا وكاتبًا مسرحيًا بارزًا بعد خروجه من السجن. مدير الثقافة ببلدية مونتيفيديو عام 2005.
  - هنري إنجلر - غادر إلى السويد بعد السجن وأصبح باحثًا طبيًا بارزًا.
  - أدولفو واسم - توفي متأثرا بالسرطان قبل التحرير.
  - خورخي زبالزا - الأصغر بين «الرهائن التسعة». اشتهر في أوروغواي بالتشدد الراديكالي المستمر حتى يومنا هذا.
  - جوليو ماريناليس
  - خورخي مانيرا
- هيكتور أموديو بيريز - العضو البارز والمؤسس الوحيد في الحركة الذي نظم الهروب من سجن بونتا كاريتاس. هرب إلى إسبانيا في عام 1973 وظهر مرة أخرى أمام الجمهور عام 2013.[15]

## أنظر أيضا
- حركة المشاركة الشعبية

## روابط خارجية
- توباماروس (الموقع الرسمي)
- الهجمات المنسوبة للحركة على قاعدة بيانات START
- توباماروس من أوروغواي
- نفق توباماروس. 1971.